# Bad vibes (Lloyd Cole)
Bad vibes is het derde soloalbum van Lloyd Cole, en werd in 1993 uitgebracht. Producer/remixer Adam Peters speelde een belangrijke rol in de sound van het album.

## Tracks
- Morning Is Broken
- So You'd Like To Save The World
- Holier Than Thou
- Love You So What
- Wild Mushrooms
- My Way To You
- Too Much Of A Good Thing
- Fall Together
- Mister Wrong
- Seen The Future
- Can't Get Arrested
- For The Pleasure Of Your Company
- 4 M.B. ("for Marc Bolan")